# Jerseypund
Jerseypund (JE£ - Jersey pound) är den valuta som används på Jersey, ett område inom Kanalöarna parallellt med brittisk pund (GBP). Officiell valutakod är GBP dock förkortas Jerseypundet i regel JEP. 1 Pound = 100 pence.
Valutan infördes 1831 i sedelform och kompletterades även med mynt 1841. 
Jerseypundet är giltigt på Kanalöarna samt i Storbritannien, där det dock ofta bemöts med skepsis..
Valutan har en fast växelkurs till 1 GBP, dvs 1 JEP = 1 GBP.

## Användning
Valutan ges ut av Treasury of the States of Jersey - SoJ med förvaltning i Saint Helier.

## Valörer
- mynt: 1 (används sällan) och 2 (används sällan) Pound
- underenhet: 1 (penny), 2, 5, 10 och 50 pence
- sedlar: 1, 5, 10, 20 och 50 JEP